# Hikurua (fleuve)
Le fleuve Hikurua  (anglais : Hikurua River ) est un cours d’eau du district du Far North dans la région du Northland de l’Île du Nord de la Nouvelle-Zélande.

## Géographie
Il s’écoule vers le sud-est à partir d’un pays de collines au sud du Whangaroa Harbour (en), atteignant la mer au niveau de la Baie de Takou, à 8 km au sud les îles Cavalli.